# Лагранж-Шансель, Франсуа Жозеф
Франсуа Жозеф Лагранж-Шансель (фр. François Joseph Lagrange-Chancel; 1 января 1677 года, Разак-сюр-л’Иль, Франция — 26 декабря 1758 года, там же) — французский драматург и сатирик.
Автор трагедий: «Орест и Пилад» (1697), «Амасис» (1701) и многих других; опер: «Медуза» (1702) и «Кассандра» (1706) и известных «Филиппик», направленных против регента, его дочерей и фаворитов. Заточенный на острове святой Маргариты, он через два года бежал за границу, а после смерти регента получил разрешение вернуться. Его «Oeuvres» были изданы в 1758.
Наиболее полное издание «Филиппик» дал de Leseure (1858), но и оно было не полным; в 1886 году Дианкур издал ещё одну «Филиппику». «Poésies inédites» Лагранжа были изданы в 1878 году.